# Campylaspis vemae
Campylaspis vemae is een zeekommasoort uit de familie van de Nannastacidae. De wetenschappelijke naam van de soort is voor het eerst geldig gepubliceerd in 1979 door Muradian.